# Pycnospore
Les pycnospores (du grec πύκνωσις « qui est semé dru ») sont des fructifications asexuées produites dans les pycnides de certains champignons.
Les pycnospores de Septoria tritici sont filiformes et cloisonnés. Elles sont libérées dans une substance mucilagineuse appelée un cirrhe qui est de couleur grise.